# Crawling
Cet article concerne la chanson de Linkin Park. Pour l'indexation Web, voir Robot d'indexation.
Singles de Linkin Park
One Step Closer
(2000) In the End
(2001)
Pistes de Hybrid Theory
Runaway Points of Authority
Crawling est une chanson de Linkin Park, c'est le second single de leur premier album Hybrid Theory et la cinquième piste de l'album. La chanson a remporté un Grammy Award pour Best Hard Rock Performance en 2002.

## Clip vidéo
Le clip, réalisé par Greg et Colin Strause, dépeint un conflit intérieur d'une jeune femme face à une relation abusive.